# Črnile
Črnile is een plaats in de gemeente Varaždinske Toplice in de Kroatische provincie Varaždin. De plaats telt 176 inwoners (2001).